# Robert Adams
Robert Adams (Dublín, 1791 - Dublín, 1875) va ser un metge irlandès.
Va estudiar al Trinity College de Dublín on es va formar amb els millors cirurgians del seu temps i va esdevenir president del Royal College of Surgeons. Va publicar diversos estudis sobre malalties cardíaques, vasculars i circulatòries, però va destacar-se pel seu estudi de la gota. Juntament amb William Stokes a donar nom al Síndorme Adams–Stokes, un tipus de bradicàrdia.